# 파올로 발레스테로스

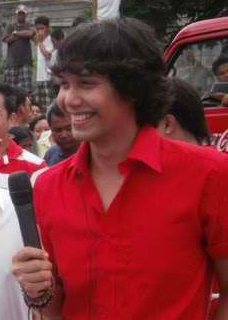

파올로 발레스테로스(Paolo Ballesteros, 1982년 11월 29일 ~ )는 필리핀의 배우, 모델, TV 사회자이다.
카바나투안에서 태어났다.

## 영화
- 다이 뷰티풀 (2016년)
- 소 이츠 유 (2014년)
- 마이 리틀 보싱스 (2013년)
- 킴미 도라 (2009년)
- 클릭 (1999년)